# 1,6-Hexandiol
1,6-Hexandiol ist eine chemische Verbindung aus der Gruppe der Alkandiole. Sie besteht aus dem Grundgerüst des Hexan, an dessen terminalen Positionen sich Hydroxygruppen befinden.

## Darstellung
Es existieren mannigfaltige Synthesemöglichkeiten für 1,6-Hexandiol. So kann es durch Reduktion von Adipinsäure mit Lithiumaluminiumhydrid oder deren Ester mit elementarem Natrium erhalten werden.
Auch die Hydrolyse von 1,6-Dibromhexan oder 1,6-Diiodhexan liefern 1,6-Hexandiol. Weitere Möglichkeiten sind die Hydroborierung von 1,5-Hexadien und die reduzierende Ringöffnung von ε-Caprolacton.
Bei der technischen Synthese wird 1,6-Hexandiol meist aus Adipinsäure oder deren Ester durch Reduktion mit molekularem Wasserstoff hergestellt. Hierzu werden in der Regel Temperaturen von 170 bis 240 °C und Drücke von 150 bis 300 bar verwendet. Auch die Hydrierung von ε-Caprolactam oder 6-Hydroxycapronsäure wird zur technischen Synthese eingesetzt.

## Eigenschaften
1,6-Hexandiol ist bei Raumtemperatur ein farbloser Feststoff, der bei 45 °C schmilzt. Der Siedepunkt liegt bei Normaldruck bei 250 °C. 1,6-Hexandiol bildet bei höheren Temperaturen entzündliche Dampf-Luft-Gemische. Die Verbindung hat einen Flammpunkt bei 147 °C. Der Explosionsbereich liegt zwischen 6,6 Vol.‑% als untere Explosionsgrenze (UEG) und 16 Vol.‑%  als obere Explosionsgrenze (OEG). Die Zündtemperatur beträgt 320 °C. Der Stoff fällt somit in die Temperaturklasse T2.

## Verwendung
1,6-Hexandiol kann zur Synthese von Oxepan verwendet werden. Hierzu wird es in DMSO bei 190 °C cyclisiert.
1,6-Diaminohexan kann durch die Reaktion mit Ammoniak bei erhöhter Temperatur und hohem Druck erhalten werden.
{\displaystyle \mathrm {HO{-}(CH_{2})_{6}{-}OH\ +\ 2\ NH_{3}\ {\xrightarrow {\Delta T}}\ H_{2}N{-}(CH_{2})_{6}{-}NH_{2}\ +\ 2\ H_{2}O} }
1,6-Hexandiol wird zur Herstellung von Kunststoffen wie Polyestern oder Polyurethanen eingesetzt. Ferner wird es als Weichmacher und zur Herstellung von Schmiermitteln benötigt.